# Narcissistic Cannibal
«Narcissistic Cannibal» —en español: Caníbal narcisista— es una canción de la banda de metal alternativo estadounidense Korn, incluido en su décimo álbum de estudio The Path of Totality, lanzado como segundo sencillo de dicho álbum.
Cuenta con la colaboración de Skrillex y de Kill The Noise en la producción. Fue lanzado en formato digital el 13 de octubre de 2011 a través de la página web de Korn.

## Video musical
El video fue filmado el 27 de septiembre de 2011 en el emblemático local nocturno The Roxy de Hollywood. Fue dirigido por la productora ShadowMachine Films y participaron en el clip 125 aficionados.

## Listado de canciones
| Descarga digital |                                        |          |  |
| N.º              | Título                                 | Duración |  |
| 1.               | «Narcissistic Cannibal» (con Skrillex) | 3:14     |  |

| Narcissistic Cannibal (Remixes) Descarga digital |                                                      |          |  |
| N.º                                              | Título                                               | Duración |  |
| 1.                                               | «Narcissistic Cannibal» (Dirty Freqs Dub)            | 6:49     |  |
| 2.                                               | «Narcissistic Cannibal» (Dirty Freqs Mix Show Remix) | 4:58     |  |
| 3.                                               | «Narcissistic Cannibal» (Adrian Lux & Blende Remix)  | 6:01     |  |
| 4.                                               | «Narcissistic Cannibal» (Andre Giant Remix)          | 6:41     |  |
| 5.                                               | «Narcissistic Cannibal» (Dave Aude Club Mix)         | 7:18     |  |
| 6.                                               | «Narcissistic Cannibal» (Dave Aude Dub)              | 7:06     |  |
| 7.                                               | «Narcissistic Cannibal» (Dave Aude Radio Mix)        | 3:46     |  |
| 8.                                               | «Narcissistic Cannibal» (J. Rabbit Remix)            | 4:55     |  |

## Posicionamiento en listas
| Chart (2011)                                    | Mejor posición |
| ----------------------------------------------- | -------------- |
| Canadá (Hot 100)                                | 97             |
| Canadá (Active Rock)                            | 32             |
| Estados Unidos (Alternative Songs)              | 18             |
| Estados Unidos (Hot Dance Club Songs)           | 31             |
| Estados Unidos (Rock Songs)                     | 15             |
| Estados Unidos (Mainstream Rock Songs)          | 6              |
| Estados Unidos (Bubbling Under Hot 100 Singles) | 17             |
| Reino Unido (UK Rock Chart)                     | 4              |